# Café Wien (Wernigerode)

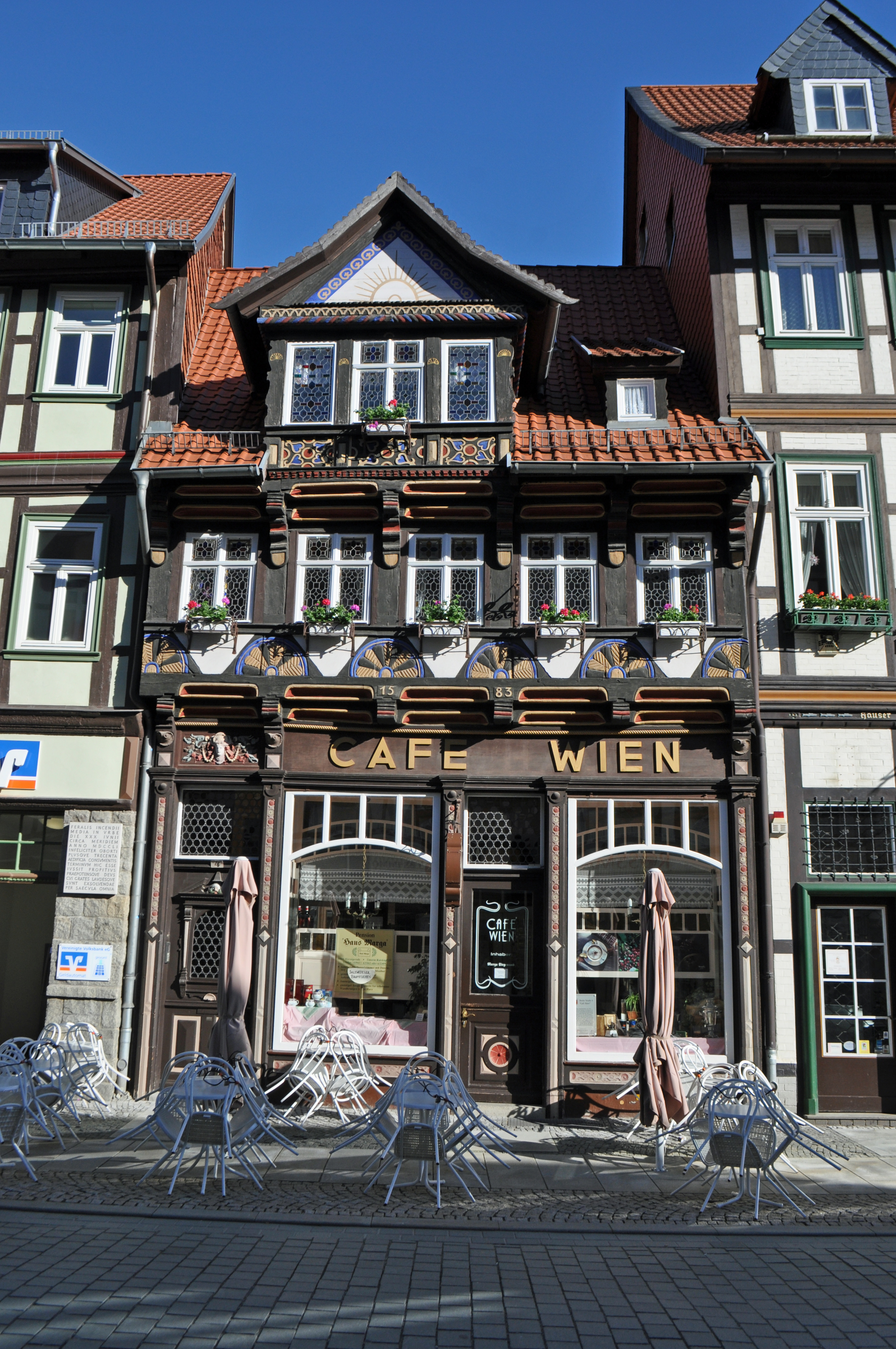
Café Wien im Jahr 2013

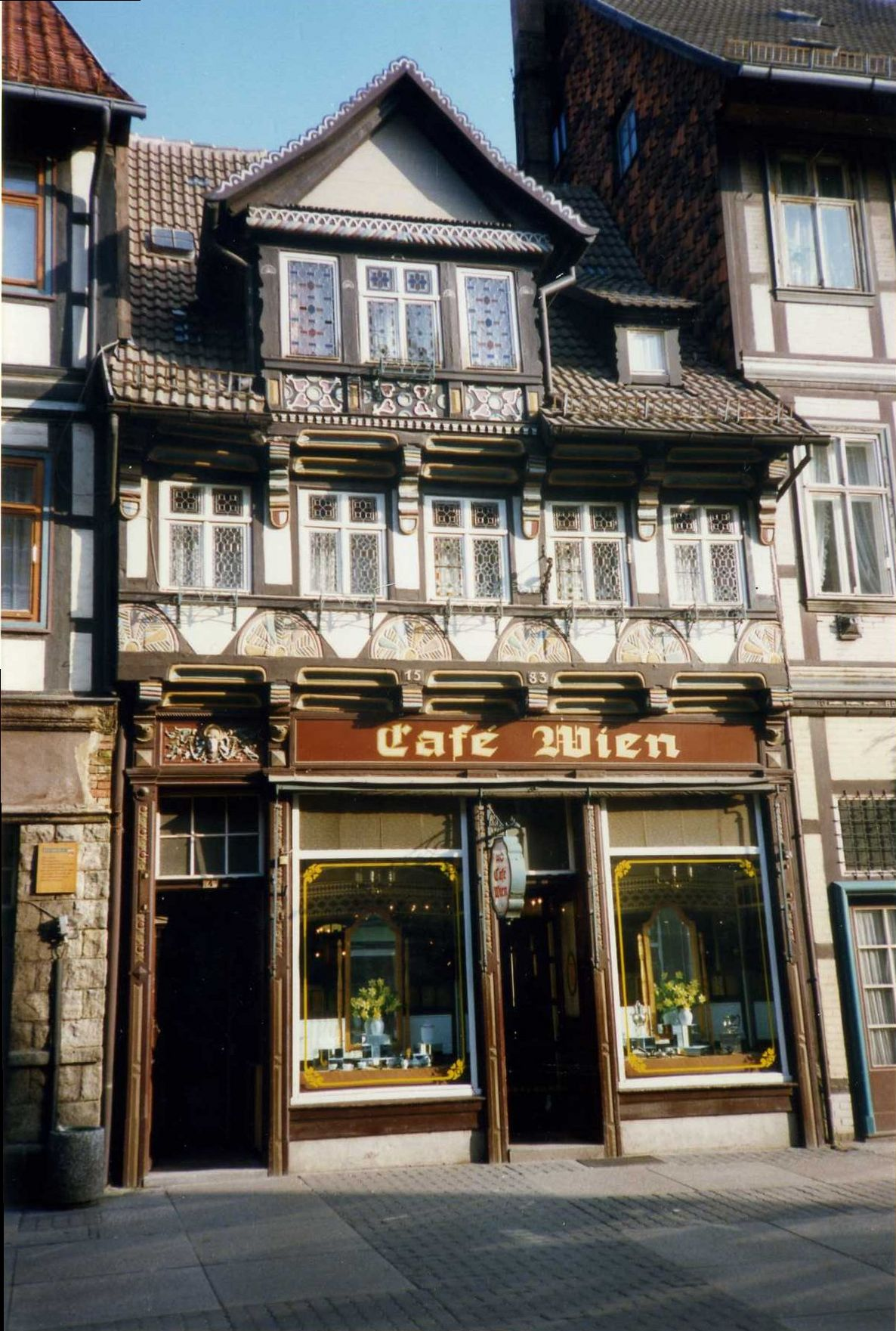
Café Wien im Jahr 1990

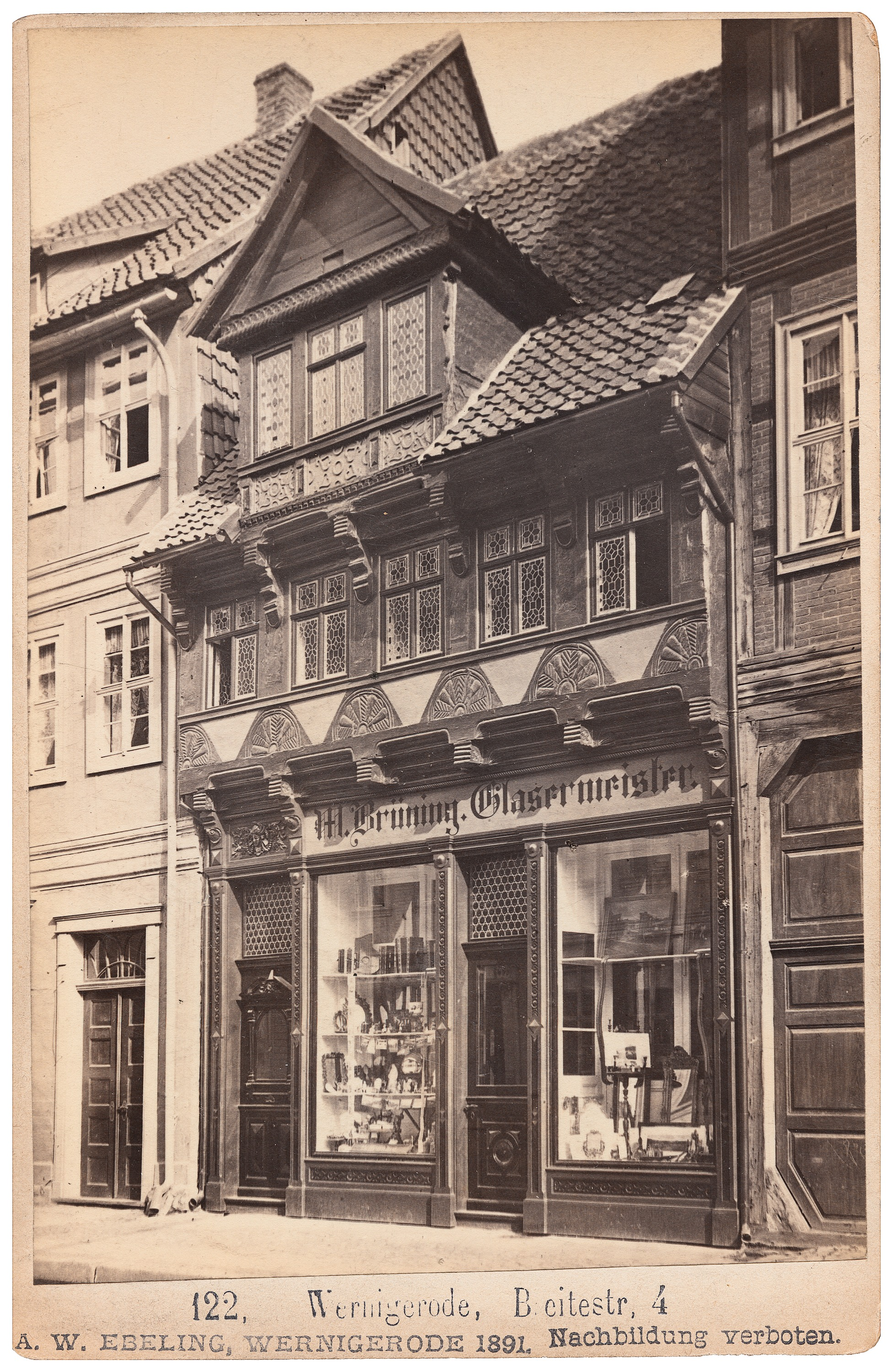
Ansicht als Geschäft des Glasermeisters M. Brüning (1891)

Das Wohn- und Geschäftshaus Café Wien in Wernigerode, Breite Straße 4, ist ein unter Denkmalschutz stehendes Baudenkmal. Der im Jahr 1583 errichtete Fachwerkbau zählt zu den ältesten Bauwerken der Stadt. Seit 1897 beherbergt er eine Konditorei bzw. ein Café. Seit den 1950er Jahren firmiert es unter dem Namen der österreichischen Hauptstadt: Café Wien.

## Geschichte

### 1583 bis 1926
Seit das äußerlich zweigeschossige Fachwerkhaus im ausgehenden 16. Jahrhundert errichtet wurde, überstand es unter anderem den großen Stadtbrand von 1751, nach dessen Ende 190 Häuser neu aufgeführt wurden und als Folge auch verschiedene Engstellen beseitigt wurden, auch die einschneidenden geschichtlichen Umbrüche des 20. Jahrhunderts.
Bis zum Ende des 19. Jahrhunderts diente das Objekt unter verschiedensten Besitzerfamilien, darunter der Brauer Saatze, Ausgangs des 18. Jahrhunderts oder die Klempnerfamilie Brauckhoff, während des zweiten und dritten Drittels des 19. Jahrhunderts, als Heimstatt unterschiedlichster kleingewerblicher Betriebe. 1897 nahm es der Bäcker und Konditor Wilhelm Hauer in Besitz, ihm folgte sein Sohn Hermann. Aus dieser Tradition heraus wurde es auch Hauersches Haus und das eingerichtete Lokal Café Hauer genannt. Und das auch weit über den Zeitraum hinaus, in dem sie selbiges führten.

### 1926 bis 1951
Nach fast drei Jahrzehnten wechselte das Café den Besitzer. Ab dem 1. April 1926 führte der Konditormeister Hans Siegemund das Café, auch über die Zeit des Nationalsozialismus und den Zweiten Weltkrieg hinweg, dessen Folgen in Form von Fliegerangriffen der Alliierten auch in Wernigerode und unweit des Café Wien zu Verlusten im historischen Baubestand führte. So feierte im Januar 1938 Ernst Barlach seinen 68. Geburtstag bei Siegemund. Ebenso wie einst Hermann Löns hier einkehrte, der zwei Jahre nach seinem Besuch 1907 eine Veröffentlichung mit dem Titel Die bunte Stadt am Harz folgen ließ, den heute die Stadt als Werbeslogan nutzt.
Mit dem Ende des Dritten Reichs fiel Wernigerode nach kurzzeitiger amerikanischer und anschließend britischer Besatzung an die Sowjetische Besatzungszone (SBZ), bis am 7. Oktober 1949 aus dieser die Deutsche Demokratische Republik (DDR) hervorging. Nur zwei Jahre darauf nahm 1951 die Zeit der selbständigen Leitung durch Siegemund ihr abruptes Ende.

### 1951 bis heute
Mit der Überführung des „Café Hauer“, denn unter diesem Namen firmierte das Wernigeröder Lokal auch während der 1940er Jahre, unter das Dach der 1948 gegründeten Handelsorganisation (HO) ging de facto dessen Verstaatlichung einher. Siegemunds 1933 geborene Tochter Marga begann am 22. August 1952 als Angestellte für 90 Pfennig (DDR-Mark) Stundenlohn bei der HO, im zuvor väterlichen Betrieb. Die Kaffeehaustradition hingegen sollte fortan unter dem neuen Namen „Café Wien“ fortleben, zu Beginn noch mit dem Ladenschild-Schriftzug „HO Kaffee Wien HO“.
Erst mit der Wende und der bevorstehenden Wiedervereinigung war hier eine Änderung zu realisieren. Seit dem 1. Juli 1990 steht das „Café Wien“ wieder im Besitz von Marga Siegemund.

## Architektur
Das äußerlich zweigeschossige Fachwerkhaus war ursprünglich dreigeschossig, wobei in das Erdgeschoss ein niedriges Zwischengeschoss eingezogen war. Das dreifenstrige Giebelgeschoss wurde um 1610 aufgesetzt und blieb seitdem von baulichen Veränderungen verschont. Die der Renaissance verhaftete Fassade ist dabei reich geschmückt mit Palmetten und Schiffskehlen, oder auch den Wappenschildern am unteren Ansatz der Knaggen. Das Obergeschoss ragt dabei ebenso um etwa die Dicke des Balkenkopfes gegenüber dem Erdgeschoss vor, wie das Erkergeschoss um einige Zentimeter gegenüber dem Obergeschoss. Auf diese Weise rückte der Bauherr mit jeder weiteren Etage weiter in den öffentlichen Luftraum und vergrößerte so das Maß der inneren Räume.
Einschneidende Umbauten erfuhr das Gebäude gegen Ende des 19. Jahrhunderts, als Erd- und Zwischengeschoss vereint und die Speichertür im Zwerchhaus entfernt wurden. Aus dieser Zeit stammt auch die Ladeneinrichtung im Stil der Neurenaissance. Mit den Umbauten nach Entwurf des städtischen Baurats Wilhelm Deistel (1869–1954) beabsichtigte Wilhelm Hauer unter anderem, einen oberen Gastraum zu erhalten, der unverändert in Form einer Empore erhalten ist.
Anlässlich einer Fassadenrenovierung wurde im Jahr 1906 die zuvor über dem Türsturz eingravierte Jahreszahl 1583 neu auf der Saumschwelle des Obergeschosses eingekerbt. Während der 1930er Jahre war geplant, das Erdgeschoss mit Kunstmarmor zu verblenden, was der Landeskonservator verhindern konnte.
Das Wohn- und Geschäftshaus Breite Straße 4 ist unter der Nr. 094 03280 in der Denkmalliste der Stadt Wernigerode verzeichnet.